# Lago di Schwerin
Il lago di Schwerin (in tedesco Schweriner See), con una superficie di 61,5 km², è il quarto lago in ordine di grandezza della Germania. Situato nel Meclemburgo-Pomerania Anteriore, prende il nome dal capoluogo dello Stato, la città di Schwerin.
L'emissario naturale del lago è il fiume canalizzato Stör, tributario dell'Elde, nel bacino dell'Elba. Altro emissario è il Wallensteingraben, un canale del XVI secolo che collega il lago con il mar Baltico a Wismar.